# Rhaphuma campanulifera
Rhaphuma campanulifera là một loài bọ cánh cứng trong họ Cerambycidae.